# Anđela iz Foligna
Anđela iz Foligna (Foligno, 1248. – Foligno, 4. siječnja 1309.) bila je talijanska franjevačka trećoredka. Katolička Crkva štuje ju kao sveticu.

## Životopis
Rođena je u Folignu 4. siječnja 1248. u bogatoj obitelji. Rano je izgubila oca, a od majke je dobila površno obrazovanje. Kasnije se udalaza za uglednika iz Foligna s kojim je imala više djece.
Nakon iznenadne smrti svoje majke, muža i djece, prodala je sve svoje posjede i krenula na hodočašće u Asiz. Godine 1291. ušla je u treći red svetog Franje i posvetila se dobrotvornom radu.
Umrla je 4. siječnja 1309. godine.

## Štovanje
Blaženom ju je proglasio papa Klement XI. 7. svibnja 1701., a papa Franjo, ekvipolentnom kanonizacijom, svetom 9. listopada 2013. godine.
Spomendan joj se slavi 4. siječnja.

### Mrežna sjedišta
- Angela da Foligno (talijanski). Službene stranice Dikasterija za kauze svetaca. Pristupljeno 17. veljače 2025.

## Vanjske poveznice
Ostali projekti
|  | Zajednički poslužitelj ima još gradiva o temi Anđela iz Foligna |